# Мария д’Авен
Мария д’Авен (на френски: Marie d'Avesnes) или Мария д'Ено (Marie de Hainaut; * 1280, Валансиен, Франция; † 1354, Мюра, Франция) е френска благородничка, чрез брак херцогиня на Бурбон.

## Произход
Тя е дъщеря на Жан II д'Авен (* ок. 1248, † 1304), граф на Хенегау, Холандия и Зеландия, и на съпругата му Филипа Люксембургска (* 1252, † 1311). Има петима братя и пет сестри:
- Жан Безмилостния (* 1275, † 1302), господар на Бомон (Хегенау), граф на Остръван
- Анри (+ 1303), каноник в Камбре
- Симеон († сл. 1303)
- Гийом III (V) Добрия (* ок. 1286 † 1337), от 1304 г. граф на Хенегау, на Холандия и на Зеландия
- Маргарита († 1342), съпруга на Роберт II, граф на Артоа
- Изабела († 1305), съпруга на Раул II от Клермон, господар на Нел и на Удан
- Аликс († 1317), съпруга на Роджър III Биго, 5-и граф на Норфолк
- Матилда, игуменка на Нивел
- Жана, монахиня във Фонтанел
- Жан (ок. 1288, † 1356), господар на Бомон

Има и трима полубратя и две полусестри от извънбрачни връзки на баща си.
Нейни племенници (деца на брат ѝ Гийом) са Маргарита I, графиня на Ено и съпруга на императора на Свещената Римска империя Лудвиг IV, както и Филипа д'Ено, кралица на Англия, съпруга на Едуард III и майка на Едуард, Черния принц, принц на Уелс, прародител на рода Ланкастър.

## Смърт
Умира на 4 септември 1354 г. в Мюра. Погребана е в манастира Cordeliers de Champaigue, където нейната лежаща фигура, изработена в парижка работилница, украсява гроба ѝ до Френската революция. През 1860 г. фигурата е преместена в църквата в Сувини. Сега се съхранява в колекциите на градския музей. Друг източник сочи, че легналата ѝ фигура е намерена в началото на XX век от фермер, който оре нива. Тя е депозирана в лапидарния депозит, намиращ се в мазето на сакристията на църквата на Сувини, през 1979 г. отива в църквата „Сен Марк“ в Сувини, преди да влезе в музея на Сувини между 1991 и 1994 г. с проекта "Grand-Site".

## Брак и потомство
∞ септември 1310 г. за Луи I дьо Бурбон, 1-ви херцог на Бурбон, от когото има трима сина и пет дъщери:
- Пиер I (* 1311 † 1356 в битката при Поатие), 2-ри херцог на Бурбон от 1341 г., ∞ 25 януари 1336 за Изабела Валоа (* 1313, † 26 юли 1383), дъщеря на Шарл I, от която има осем деца
- Жана (* 1311, † 20 декември 1402, Клепе); ∞ 3 август 1324 в Бесе за Гиг VII (* 1299, † 1358), граф на Форез
- Маргарита (* ок. 1315, † пр. 20 февруари 1370); ∞ 1. юни 1320 (договор) за Жан II дьо Сюли († 1343), господар на Сюли; 2. 1346 за Ютин († 1361), господар на Вермей
- Мария (* 1315 † 1387), чрез бракове принцеса на Галилея и принцеса на Таранто; ∞ 1. 9 май 1330 в Никозия за Гиг дьо Лузинян († 1343), княз на Галилея; 2. 9 септември 1347 за Роберт Анжуйски от Таранто (* 1326 † 1364), княз на Таранто
- Филипа (* декември 1316 † сл. 1327)
- Жак (* 9 декември 1318)
- Жак I (* 1319, † 1362), граф на Ла Марш (1342 – 1361), граф на Понтийо (1351 – 1360), конетабъл на Франция (1354 – 1356) и френски военачалник от времето на Стогодишната война, основател на кадетската линия Бурбон-Ла Марш и прародител на краля на Франция Анри IV.
- Беатрис (* 1320, † 25 декември 1383, Париж), чрез брак кралица на Бохемия и графиня на Люксембург; ∞ 1. декември 1334 за Жан Люксембургски (* 1296 † 1346), крал на Бохемия и граф на Люксембург; 2. ок. 1347 за Юд II дьо Грансе († 1389), господар на Грансе.